# 안현 (조선)
안현(安玹, 1501년 ~ 1560년)은 조선의 문신이다. 본관은 순흥(順興). 자는 중진(仲珍), 호는 설강(雪江). 명종 때 좌의정을 지냈다.

## 생애
1521년(중종 16) 별시 문과에 을과로 급제해 주서가 되었다. 이후 충청도어사로 민정을 다스리고 시강원문학, 지평, 홍문관수찬, 홍문관교리 등 청요직을 지내며 김안로를 탄핵했고, 교리, 시강관, 사헌부지평, 홍문관응교를 거치며 청렴한 대간으로 이름이 높았다. 사간원사간으로 있을 때 강직한 대간이었고, 사간, 장령을 거쳐 사인이 되고 사헌부집의를 거쳐 추고경차관으로 있다가 집의에 이어 세자시강원보덕으로 세자를 가르쳤고 홍문관직제학이 되고 경차관을 거쳐 홍문관부제학, 참찬관을 거쳐 전주부윤과 전라도관찰사를 지내고, 진위사로 중국에 다녀온 뒤 우승지가 되었다. 이후 참찬관, 우부승지를 거쳐 이후 승지로써 중종의 총애를 받고, 이후 우승지와 좌승지를 거쳐 병조참의가 되고, 이후 이조참의로 있을 때 윤원로를 탄핵하여 귀양을 보냈다. 이후 경상도관찰사를 거쳐 명종 때 한성부우윤, 대사헌을 지내고 사헌부대사헌으로 있다가 한성부판윤이 되고 병조판서로 특진관을 겸하고, 의정부우참찬을 거쳐 동지경연사를 겸하고, 호조판서, 이조판서를 한 뒤 지경연사가 되었다. 이후 우찬성이 뒤고, 이후 의정부좌찬성으로 승진하는데 좌찬성으로 있을 때 폐단개혁을 위해 노력했다. 이후 세자시강원이사를 겸하고, 연이어 우의정으로 승진하고, 의정부우의정으로 있다가 이후 좌의정으로 승진했다. 성품이 청렴결백하여 모든 대신들과 대간들의 존경을 받았다. 시호는 문희(文僖)이다.